# رافائيل بومبو
رافائيل بومبو (بالإسبانية: José Rafael de Pombo y Rebolledo)‏ (بوغوتا، جمهورية غرناطة الجديدة، 7 نوفمبر، 1833 - بوغوتا، كولومبيا، 5 مايو 1912) كان كاتبًا كولومبيًا، شاعرًا، خبيراً، مترجمًا، فكريًا ودبلوماسيًا. 